# Conflans-Sainte-Honorine
Conflans-Sainte-Honorine je severozahodno predmestje Pariza in občina v departmaju Yvelines osrednje francoske regije Île-de-France. Leta 1999 je naselje imelo 33.327 prebivalcev.

## Geografija
Kraj leži v osrednji Franciji ob reki Seni in njenem pritoku Oise, 10 km severno od Saint-Germain-en-Laye in 27 km severozahodno od središča Pariza.

## Administracija
Conflans-Sainte-Honorine je sedež istoimenskega kantona, katero je vključeno v okrožje Saint-Germain-en-Laye.

## Zgodovina
Prvotno ime kraja Conflans izhaja iz latinske besede confluens ("sotočje"), drugo pa od katoliške svetnice mučenke sv. Honorine (u. ~ 303), zaščitnice krajevne cerkve, nastale zunaj prvotnega mestnega obzidja v srednjem veku.

## Pobratena mesta
- Chimay (Belgija),
- Hanau-Großauheim (Nemčija),
- Ramsgate (Združeno kraljestvo),
- Tessaoua (Niger).